# Lapta
Lapta (Grieks: Λάπηθος, Lapithos) is een stad gelegen aan de noordkust van Cyprus. De stad behoort sinds 1983 tot de Turkse Republiek Noord-Cyprus en telt ongeveer 7.839 inwoners.
De nederzetting is destijds gesticht door de Spartanen. In Assyrische inscripties werd Lapta genoemd als een van de elf Cypriotische koninkrijken. Tijdens de Perzische overheersing werd Lapta bewoond door de Feniciërs. De laatste onafhankelijke koning Praxippos werd verslagen door Ptolemaeus I in 312 voor Christus.
Lambousa is de naam die momenteel gebruikt wordt voor de oude Romeinse stad aan de kust. Deze oude stad ligt ongeveer 3 kilometer ten noorden van de huidige stad Lapta.
Lapithos was in 1974 na Gazimağusa en Güzelyurt met 5.540 Grieks-Cypriotische (t.o.v. 370 Turks-Cypriotische) inwoners de twee na grootste Grieks-Cypriotische gemeente, wiens Griekssprekende bewoners na de invasie vluchtten of verdreven werden.

## Geografie
Lapta bevindt zich op ongeveer 14 kilometer ten westen van Girne, aan de noordelijke kust van Cyprus. In het oosten grenst het aan Alsancak, in het westen aan Basileia en in het zuiden aan de dorpen van Sysklhpos, Agridaki en Larnaka tis Lapithou. De stad strekt zich uit van de hoge bergen van Pentadactylos tot aan de wateren van de Middellandse Zee.

## Economie
Ambtenaren en werknemers vormen de meerderheid van de werkende bevolking. Daarnaast zijn ook toerisme, landbouw en visserij belangrijke bronnen van inkomsten.

### Landbouw
Dankzij de zachte maar warme lente heeft Lapta rijke waterbronnen en een vruchtbare grond. Dit resulteert in een agrarische sector met een breed scala van producten. De citrusvruchten zijn een belangrijk product, waarvan vooral de citroenen van Lapta bekend zijn. In de heuvels groeien olijfbomen, pistache, konari en kolokas. De moerbeibomen worden geplant om bescherming voor de citroenbomen tegen het zout en wind van de zee te bieden.